# Тамбовский кадетский корпус
Тамбовский кадетский корпус — военно-учебное заведение, существовавшее в Тамбове c 1830 по 1866 год.

## История
История кадетского корпуса восходит к 1802 году, когда в Тамбове, по примеру Тульского военного училища, было учреждено военное училище для 120 „недостаточных дворянских детей“. На основание училища был употреблен первоначальный капитал в 60 тысяч ассигнационных рублей, собранный из пожертвований местного дворянства. Высочайшим рескриптом от 29 января 1802 года училище было уравнено в правах с казенными дворянскими училищами, а служившие при нем числились на коронной службе. Задача училища состояла в воспитании дворянских детей, лучшие из которых поступали бы затем в кадетские корпуса и университеты. Воспитанником этого училища был декабрист А. В. Веденяпин.
По проекту о губернских корпусах, утвержденному в 1830 году, Тамбовское военное училище решено было преобразовать в кадетский корпус, к коему причислить дворянских детей не только Тамбовской, но и соседних губерний: Пензенской, Симбирской, Воронежской и Саратовской. Для устройства кадетского корпуса предполагалось использовать дворянские пожертвования на военное воспитание, собиравшиеся с 1805 года, а также и новые сборы для этой цели. Однако поступавшие пожертвования были невелики, что вызвало Высочайшее повеление от 29 декабря 1834 года: „принимать в Тамбовский корпус (равно как и в другие кадетские корпуса) только то число молодых дворян, которое следовать будет по расчету процентов с капитала, губерниею пожертвованного“. Малозначительность сумм, пожертвованных тамбовским дворянством, устраняла возможность учреждения Тамбовского кадетского корпуса. Вместе с тем, в октябре 1834 года воронежское дворянство одобрило проект губернского предводителя В. В. Тулинова об учреждении в г. Воронеже кадетского корпуса вместо Тамбовского. Тамбовские дворяне возбудили ходатайство об оставлении корпуса в Тамбове, которое было удовлетворено императором в 1836 году. Однако вскоре воронежский дворянин Н. Д. Чертков пожертвовал полтора миллиона рублей ассигнациями на сооружение кадетского корпуса в Воронеже, и тамбовскому дворянству пришлось согласиться на упразднение своего корпуса. Доклад об этом был сделан императору в сентябре 1836 года, при его личном посещении Тамбова, по пути из города Чембара Пензенской губернии. В следующем году последовало Высочайшее повеление: с открытием в г. Воронеже кадетского корпуса, существующий в г. Тамбове кадетский корпус упразднить и Тамбовскую губернию причислить к Михайловскому Воронежскому кадетскому корпусу.
5 августа 1844 года Тамбовский кадетский корпус был торжественно закрыт в присутствии генерал-майора Н. Д. Черткова. Кадеты корпуса были отправлены на казенное содержание в столичные корпуса. В течение последующих двух лет велась перестройка и ремонт зданий. Наконец, в 1846/47 учебном году заведение было открыто в новом виде — малолетнего отделения (подготовительного класса) Воронежского кадетского корпуса. По штату в Тамбовском корпусе положено было 100 кадет, из которых составлялась неранжированная рота. Учебные занятия начались с 3 августа 1846 года, при 50 учащихся. 17 августа 1846 года корпус посетил герцог Максимилиан Лейхтенбергский и „изволил остаться совершенно доволен“.
Во главе Тамбовского кадетского корпуса стоял заведующий корпусом, который во всем подчинялся директору Воронежского кадетского корпуса. 20 января 1845 года на эту должность был назначен подполковник Андрей Ефимович Пташник. Он прибыл в Тамбов 13 февраля 1845 года и возглавлял заведение до 1 января 1866 года, когда его место занял военный инженер, полковник Руммель. Учебное дело в корпусе находилось в ведении помощника инспектора классов. Первый учебный год был начат при исправляющем должность помощника инспектора, штабс-капитане Измайлове (учителе русского языка). 16 декабря 1846 года помощником инспектора назначен подполковник Грушке. Впоследствии он был назначен и. д. инспектора классов, а его заместителем с 22 декабря 1859 года — штабс-капитан Мамчич. Законоучителем и священником при корпусной Михайло-Архангельской церкви с 24 апреля 1841 года по день закрытия корпуса был протоиерей Иоанн Москвин.
Судя по результатам полугодовых и годовых экзаменов, процент неуспевающих кадет в корпусе был очень незначителен. Число классов в корпусе менялось от года к году, но никогда не превышало четырех. Торжественный акт училища проводился 25 июня, в день рождения императора Николая I, а затем — 17 июня. Несколько раз обычный ход корпусной жизни нарушался различными происшествиями. Так, осенью 1847 года в Тамбове вспыхнула эпидемия холеры, которой переболели все преподаватели корпуса. Из-за болезни преподавателей два месяца в корпусе почти не было занятий, так что полугодовые экзамены были перенесены с декабря 1847 на январь следующего 1848 года.
В 1866 году Тамбовский кадетский корпус, вследствие преобразования военно-учебных заведений, был окончательно упразднен. Учащиеся были переведены в другие военно-учебные заведения. Некоторые из служащих корпуса были переведены на другие места, а другие отчислены или уволены за штат. В рапорте от 31 января 1867 года заведующий корпусом полковник Руммель доносил директору Михайловской Воронежской военной гимназии:

По ВЫСОЧАЙШЕМУ повелению, Тамбовский кадетский корпус, по случаю преобразования военно-учебных заведений, упразднен; все дела по заведению окончены 31 января (1867 года) и отправлены для сдачи в Главное Управление военно-учебных заведений.

## Преподаватели
- Андрей Ефимович Пташник. Из дворян Полтавской губернии. Воспитанник Павловского кадетского корпуса. 21 июня 1824 года произведен в офицеры. 28 января 1847 года произведен в полковники, а 30 августа 1855 года — в генерал-майоры. 1 января 1866 года отчислен от корпуса с оставлением по армейской пехоте.
- Федор Карлович Грушке. Из дворян Эстляндской губернии, выпускник 2-го кадетского корпуса.
- Александр Семенович Мамчич. Дворянин Тамбовской губернии. С упразднением корпуса отчислен в армейскую пехоту майором.
- Иоанн Москвин. Воспитанник Киевской духовной академии. С упразднением корпуса — протоиерей Тамбовского кафедрального собора.